# Polymorphus marilis
Polymorphus marilis es una especie de acantocéfalo del género Polymorphus, familia Polymorphidae. Fue descrita por Van Cleave en 1939. Se encuentra en Europa, Asia del Norte y América del Norte. Suele medir 0,8 milímetros de largo y 0,5 milímetros de ancho.